# 琉Q大戦 はぶ×まん
『琉Q大戦 はぶ×まん』（りゅうキューたいせん はぶまん）は、架空のテレビアニメ。日本の企業・ちゅらプランニングが土産物用のキャラクターとして企画・展開している。同社が企画した『琉Q伝説! もえちん★』の続編という位置づけがなされている。

## 概要
公式サイト上の設定では「深夜26時枠で放送されるも、平均視聴率0.1%というあまりの人気のなさに頼みのキャラクターグッズが全く売れず、制作プロダクションが倒産。物語も、中盤以降はモンスター戦よりも、ニッポン国からの独立、米国との侵略戦争など、にらいの戦いがより社会的なものとなり、大きな批判を浴るも、元社員が騒ぎに乗じてグッズの在庫を持ち逃げし、北谷のフリーマーケットで販売したところ少し売れはじめた」幻の萌えアニメとされている。前作『琉Q伝説!もえちん』の「足りなかった萌えを補完（もえちんブログより）」することを目的として制作された。
このアニメの主人公上運天にらい（かみうんてん にらい）を起用した後述の土産物が他企業と共同開発されており、いわゆる「萌えおこし」の企画。キャラクターデザインはとろ美。

## 商品展開
他企業との共同開発により、以下の商品が展開されている。いずれの商品も沖縄県内の観光名所を題材にした「沖縄観光案内トレカ」（全10種）がランダムで1枚封入されている。

### 萌える★ちんすこう 琉Q銘菓もえちん★
珍品堂（糸満市）のOEM商品で、同社のミルク味ちんすこう「みるきーの」18個入りパック。2010年12月にパッケージイラストがリニューアルされた。ちゅらプランニングと珍品堂の共同開発商品には他に「子宝ちんこすこう」が存在する。

### 萌える★泡盛リキュール あわもえ 沖縄県産シークワーサー篇
請福酒造（石垣市）との共同開発商品「あわもえ」の第二弾。アルコール度数17度、720ミリリットル瓶入りの泡盛ベースのシークワーサーリキュール。商品1箱につき1枚「琉Qモンスタートレカ」が同梱されている。